# 小卡尔·莱姆勒
小卡尔·莱姆勒（英語：Carl Laemmle Jr.，1908年4月28日～1979年9月24日）生于美国芝加哥，德國裔犹太人，美国电影制片人，环球影业创办人卡尔·莱姆勒之子，奥斯卡金像奖得主之一。